# Эмма Ишта
Эмма Ишта (англ. Emma Ishta, урождённая Эмма Дуглас-Пауэлл, англ. Emma Douglas-Powell; род. 16 ноября 1990, Брукфилд, Брисбен) — австралийская актриса и фотомодель.

## Биография

### Ранняя жизнь
Эмма Дуглас-Пауэлл родилась 16 ноября 1990 года в Брукфилде, пригороде Брисбена, штат Квинсленд, Австралия. У неё есть младший брат Том, профессиональный волейболист..
Эмма Ишта получила образование в Англиканской школе для девочек Святого Эйдана в Коринде, Брисбен, штат Квинсленд, Австралия. Позже она была принята и обучалась в консерватории Квинслендского технологического университета, но отложила свое обучение, чтобы продолжить работать моделью.

### Карьера
Начала карьеру модели в 13 лет. В 2008 году была лицом фестиваля моды Mercedes-Benz. Работала в модельном агентстве «IMG» с 15 лет, в 2009 году переехала в Нью-Йорк.
Дебютировала на телевидении в 2014 году. В 2015 году она снялась в своем первом фильме, «I Smile Back». С 2015 года играет главную роль в сериале «Сшиватели».В 2016 году была номинирована на премию «Teen Choice Awards» в категории «Choice TV: Прорыв».В сентябре 2017 года было объявлено, что после трех сезонов сериал был отменен.

### Личная жизнь
8 сентября 2012 года вышла замуж за Дэниела Джеймса Маккейба, воспитывает его дочь от первого брака Тирни. Они оба сыграли главную роль в его пьесе «Потоп» ("The Flood"), премьера которой состоялась в 2014 году на Нью-Йоркском международном фестивале Fringe и получила награду За выдающиеся достижения в области драматургии .16 июня 2016 года у пары появился сын.

## Фильмография
| Год       |     | Русское название            | Оригинальное название | Роль            |
| --------- | --- | --------------------------- | --------------------- | --------------- |
| 2014      | с   | Чёрный ящик                 | The Black Box         | Кара            |
| 2014      | с   | Власть в ночном городе      | Power                 | Белла           |
| 2014      | с   | Манхэттенская история любви | Manhattan Love Story  | Катарина        |
| 2015      | ф   | Я улыбаюсь в ответ          | I Smile Back          | Катрина         |
| 2015—2017 | с   | Сшиватели                   | Stitchers             | Кирстен Кларк   |
| 2018      | с   | Хороший коп                 | The Good Cop          | Белинда Мэнникс |
| 2019      | кор |                             | Shadow Puppet         | Леда            |
| 2019      | ф   | Полицейский седан           | Crown Vic             | Элли            |
| 2019      | с   | Голубая кровь               | Blue Bloods           | Минди Кей       |
| 2019      | с   | Медики Чикаго               | Chicago Med           | Мишель Абрамс   |